# Carvalhocapsus
Carvalhocapsus is een geslacht van wantsen uit de familie van de Miridae (Blindwantsen). Het geslacht werd voor het eerst wetenschappelijk beschreven door Chérot & Carpintero in 2006.

## Soorten
Het genus bevat de volgende soort:

- Carvalhocapsus scutellosum Carpintero & Chérot, 2002